# Квир национализам
Квир национализам је појава која се односи и на геј и лезбејски ослободилачки покрет и на национализам . Присталице овог покрета подржавају идеју да ЛГБТ заједница чини посебан народ због њихове јединствене културе и обичаја .
Хомофобни аспект многих култура довео је до све веће фрустрације и жеље за одвајањем од перципиране непријатељске хетеросексуалне већине. Та су осећања нашла свој израз 1990. године оснивањем Квир нације, радикалне организације која је била најпознатија по свом слогану "Овде смо. Квир смо. Навикните се на то".
Геј активиста, Дон Џексон, из Калифорније предложио је 1969. године да преузме Округ Алпајн (Калифорнија), пројекат такође познат као Стоунвол нација.
Први покушај подношења територијалних претензија извршила је 2004. године група аустралијских геј активиста који су сићушна острва Като Риф прогласили Геј и лезбијским краљевством острва Корала, а за свог владара су прогласили Дејл Паркер Андерсона. Након несугласица из 2005. године унутар групе, Краљевство хомосексуалаца и лезбијки и Уједињено геј племе отказали су припадност Андерсону. Постоје и друге групе са сличним тежњама, попут Задужбине Геј Хоумленд  и микронације која се зове Геј Паралел република.
Године 2007, Гарет Грахам објавио је план и устав за геј државу.

## Пинк Пантер покрет
Геј активистичка група, Пинк Пантер покрет, у Денверу,  као и њихови огранци широм Сједињених Држава, укључујући и велику групу која се налази у Фресну, у Калифорнији, препознали су се не само као радикални и милитантни, већ и као квир националисти. Они су формирали неколико малих партија широм Сједињених Држава и Канаде, које се солидаришу само са онима које идентификују као присталице старе Квир нације.